# Plutarchia dasyphylla
Plutarchia dasyphylla är en ljungväxtart som beskrevs av A. C. Smith. Plutarchia dasyphylla ingår i släktet Plutarchia och familjen ljungväxter. Inga underarter finns listade i Catalogue of Life.